# Große Stadtschule Rostock
Die Große Stadtschule Rostock war von 1580 bis 2005 (außer 1959 bis 1991) ein humanistisches Gymnasium der Hanse- und Universitätsstadt Rostock. Seit 2005 ist die Einrichtung zusammen mit dem Goethegymnasium Rostock im Innerstädtischen Gymnasium (ISG) am Goetheplatz aufgegangen.

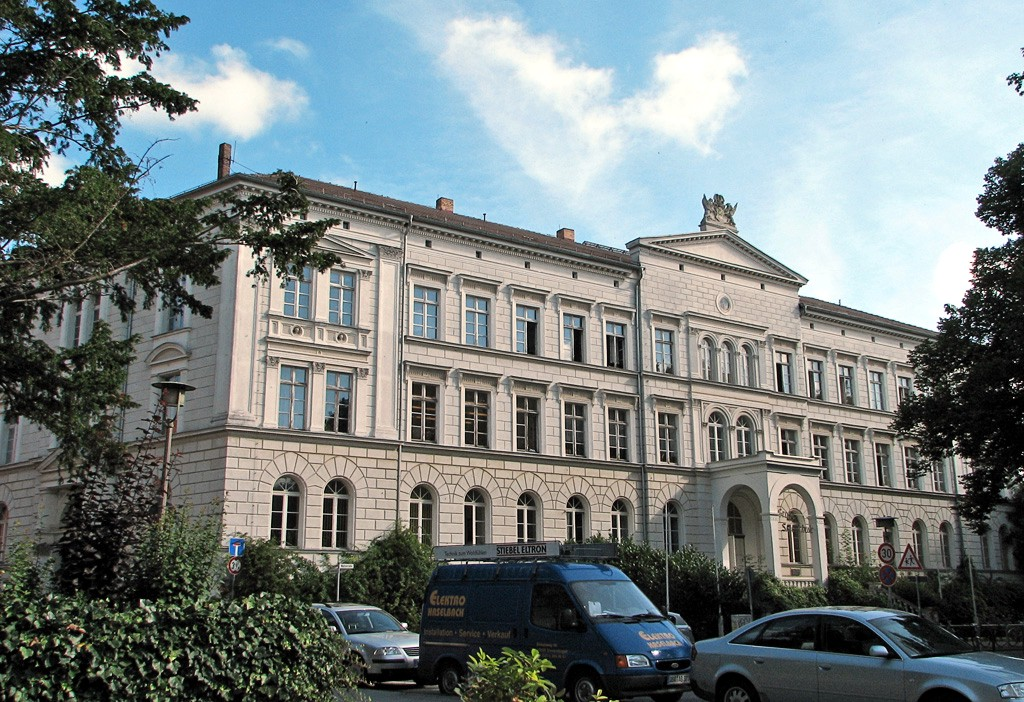
Die Große Stadtschule (2005)

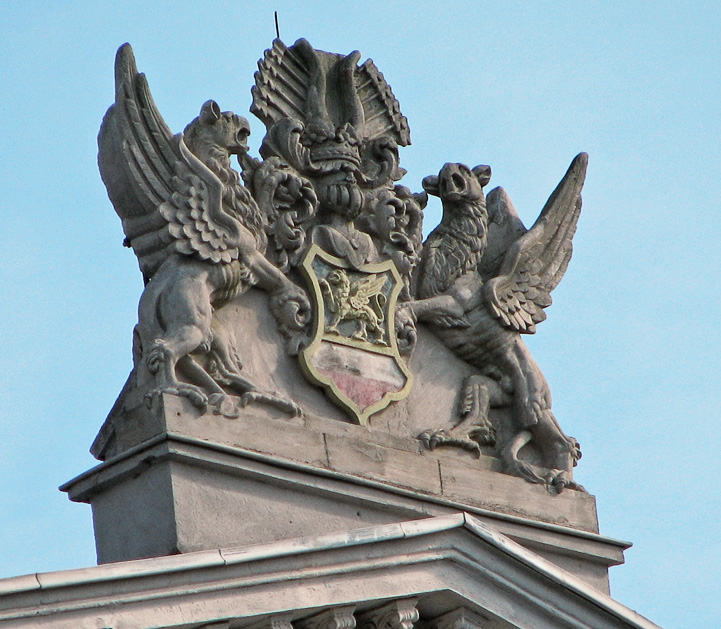
Wappen auf dem Gebäudegiebel

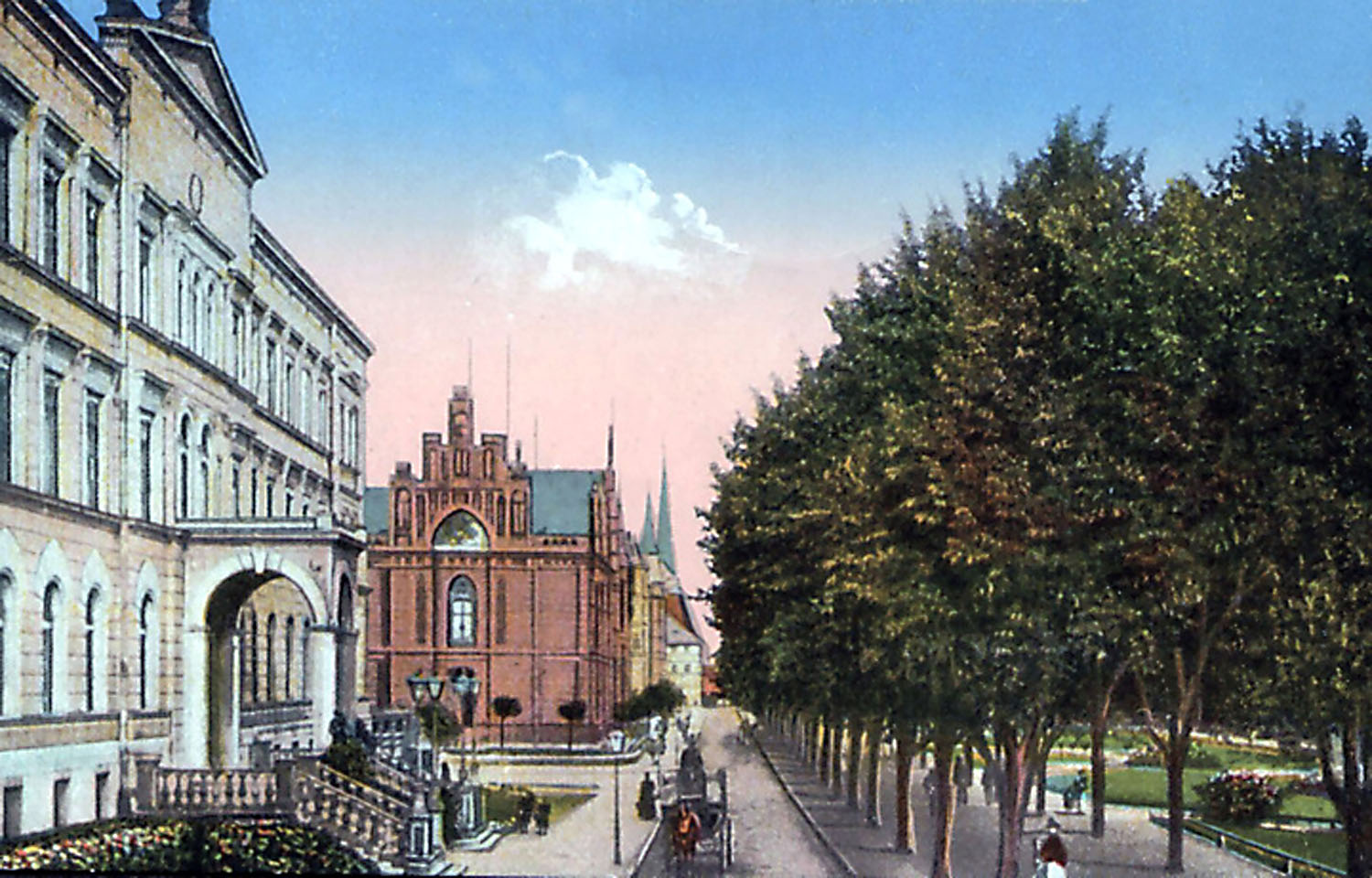
Die Große Stadtschule und das Kaiserliche Postamt am Rosengarten um 1900

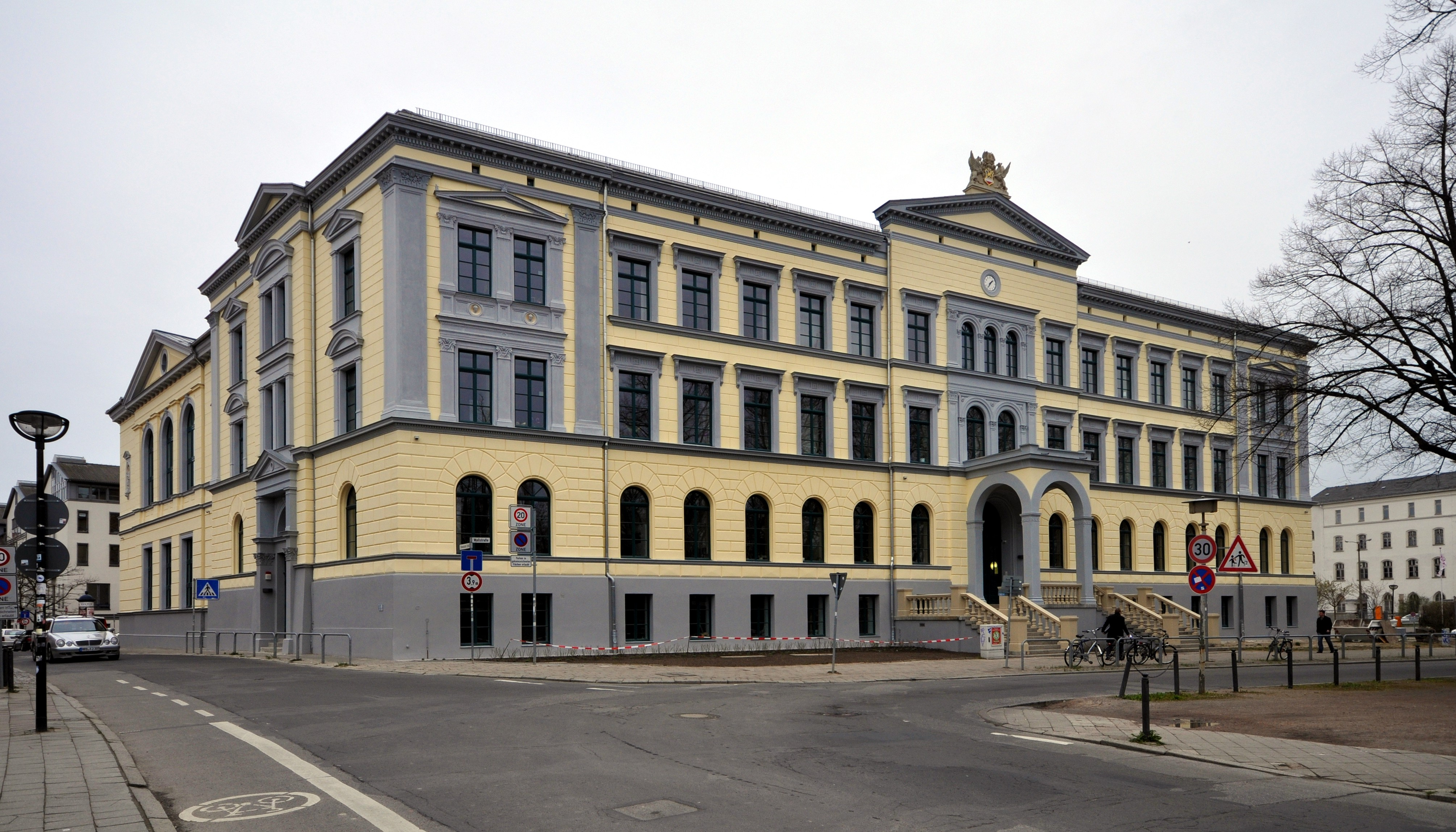
Das renovierte Gebäude als Haus der Musik

## Name
Die Bezeichnung Große Stadtschule hebt sich ab von den „kleinen“ städtischen Schulen, in denen im 16. Jahrhundert die Elementarkenntnisse und ein wenig Latein gelehrt wurden. Diese bestanden an den vier Gemeindekirchen in Rostock sowie als private Winkelschulen. Die Große Stadtschule sollte gezielt auf ein Studium an der Rostocker Universität vorbereiten und die dazu nötigen Kenntnisse in den alten Sprachen vermitteln. Den Namen gibt es aber offiziell erst seit 1828, davor waren folgende Namen üblich: schola inferior (im Gegensatz zur schola superior an der Universität), schola Senatus oder schola publica. Einen gleichen Namen trägt die Große Stadtschule Wismar.

## Geschichte
Mit der Reformation ging ein neues Interesse an den „heiligen Sprachen“ Latein, Griechisch und Hebräisch einher, um die Bibel im Original lesen zu können. Martin Luther forderte dies von christlichen Schulen, der „praeceptor Germaniae“ Philipp Melanchthon lieferte das Konzept für die protestantische humanistische Gelehrtenschule. 1534 wurden auf Initiative des Syndicus der Stadt Rostock, Dr. Johann Oldendorp, durch den Rat die bisher vier Gemeindeschulen vereinigt und im Gebäude des Dominikanerordens, dem Johanniskloster, eine Lateinschule errichtet – nicht zur Zufriedenheit aller Eltern, denen die Schulwege zu lang waren und die mehr auf praktische Fähigkeiten Wert legten. Der erste Rektor war Johannes Bronkhorst. Nach seinem Weggang 1546 verfiel die erste Gründung schnell, und die alten Gemeindeschulen wurden wieder betrieben.
Auch zur Qualitätssteigerung der durch die Reformation heruntergekommenen Universität Rostock unternahm der Rat neue Versuche einer Schulgründung, die 1579 zum Ziel führten. Erneut wurde das alte Klostergebäude genutzt, als erster Rektor der Professor der Poetik Nathan Chyträus für 100 Taler jährlich sowie eine Dienstwohnung gewonnen. Am 1. Februar 1580 begann der Schulbetrieb in vier Klassen (Quarta bis Prima) mit weiteren fünf Lehrern. Vor dem Eintritt mit sechs oder sieben Lebensjahren lag noch eine Klasse für den Elementarunterricht, das Vorrücken in die nächste Klasse geschah nach Leistungsfortschritt. Eine lateinische (aufgelegt bis 1694) und eine griechische Schulgrammatik, eine Anfangslektüre mit lateinischen Dialogen sowie ein lateinisch-niederdeutsches Wörterbuch („Nomenclator latino-saxonicus“ mit 19 Auflagen bis 1659) entstanden. Der Griechischunterricht begann mit dem Neuen Testament. Auch die geistliche Musik, die den Gottesdienst der vier Stadtgemeindekirchen bereicherte, wurde gepflegt. Der Religionsunterricht an Sonnabenden und Festtagen stützte sich auf die „Catechesis“ des Bruders David Chyträus. Wegen seiner Annäherung an den Calvinismus wechselte Nathan Chyträus 1593 von Rostock an die Bremer Gelehrtenschule. Seine Studienordnung blieb noch für 250 Jahre maßgeblich.
In der Franzosenzeit nach 1807 löste sich der Schulbetrieb fast gänzlich auf. Danach setzte langsam ein Wiederaufschwung ein, der in der neuen Schulordnung von 1828 sichtbar wurde. Die neuhumanistischen Reformen wurden mit einigen Konzessionen an eine parallel gegründete Bürgerschule (eine Realschule, auch wegen der Bildungswünsche der kaufmännisch tätigen Eltern) in Rostock eingeführt. 1867 bezog die Schule das heute noch erhaltene Gebäude am Rosengarten an der Wallstraße. 1876 wurde vom Gymnasium ein Realgymnasium (später Sieben-Linden-Schule) abgetrennt. 1911 lernten 1026 Schüler bei 58 Lehrern. Eine Oberrealschule (Blücherschule) und ein Mädchenzug (1909, ab 1930 als eigenes Lyzeum am Goetheplatz) traten hinzu.
Nach 1945 wurden aus Platznot zwei parallele Gymnasien im Gebäude an der Wallstraße untergebracht. Direktor Neumann musste 1948 aus politischen Gründen abtreten. Bis zur Schulreform in der DDR 1959 konnte noch das Abitur an der Großen Stadtschule abgelegt werden, dann entfiel der Name für die neue POS „Clara Zetkin“ im Gebäude. Nach der friedlichen Revolution wurde 1991 die Große Stadtschule als modernes Gymnasium mit altsprachlicher Tradition wiedererrichtet und bis zur Fusion mit dem Goethegymnasium zum Innerstädtischen Gymnasium Rostock im Jahr 2005 betrieben.
Das Gebäude in der Wallstraße wurde 2011 vom Konservatorium Rostock bezogen. Seit auch die Musikschule Carl Orff dort eingezogen ist, trägt das Bauwerk den Namen Haus der Musik.

## Namhafte Lehrer
- Nathan Chyträus (1543–1598), Gründungsrektor 1579–1593
- Paul Tarnow (1562–1633), Rektor 1593–1604
- Johannes Posselius (der Jüngere) (1565–1623), Rektor 1605–1615
- Johann Huswedel (1575–1651), Konrektor 1615–1627
- Jeremias Nigrinus (1596–1646), Rektor 1639–1646
- Georg Niehenck (1628–1714), Rektor 1669–1684, Theologe
- Peter Becker (1672–1753), Rektor 1701–1714, Mathematiker und Theologe
- Hermann Jacob Lasius (1715–1803), Rektor 1771–1788, Philologe
- Adolph Christian Siemssen (1768–1833), Lehrer 1796–1828, Naturforscher
- Gustav Christoph Sarpe (1779–1830), Universitätsprofessor für Griechisch und Direktor 1815–1830
- Ludwig Bachmann (1792–1881), Direktor 1832–1865, klassischer Philologe und Byzantinist
- Christian Wilbrandt (1801–1867), Lehrer 1828–1837 und erster Germanistikprofessor in Rostock, 1848er-Revolutionär
- Johann Enoch Wilhelm Brummerstädt (1803–1878), Lehrer 1830–1877, 1848/49 Mitglied der Mecklenburgischen Abgeordnetenversammlung
- Paul Tischbein (1820–1874), Zeichenlehrer von 1861 bis 1869
- Karl Ernst Hermann Krause (1822–1892), Direktor 1865–1892, niederdeutscher Sprachforscher
- Karl Holsten (1825–1897), Theologe, Lehrer von 1852 bis 1870
- Theodor Schulenburg (1831–1911), Lehrer von 1865 bis 1893, 1892 bis 1893 Interims-Direktor
- Oscar Döring (1844–1917), Lehrer 1868–1871 und erster Präsident der Akademie der Wissenschaften Argentiniens
- Karl Nerger (1841–1913), niederdeutscher Sprachforscher, Lehrer für Deutsch, Religion und Hebräisch von 1876 bis 1905
- Felix Lindner (1849–1917), Anglist, Lehrer von 1873 bis 1906
- Felix Stillfried (1851–1910), niederdeutscher Schriftsteller und Lyriker
- Eduard Wrobel (1851–1931), Direktor 1899–1924, Mathematiker
- Gustav Kühn (1872–1951), Maler, Sport- und Zeichenlehrer
- Thuro Balzer (1882–1967), Maler, Sport- und Zeichenlehrer
- Walther Neumann (1888–1951), Direktor 1924–1948, Historiker
- Paul Gengnagel (1889–1978), Lehrer für Musik, Latein und Griechisch. Mehrere Jahre Leiter des Rostocker Bachchores. Ehrendoktor der Universität Rostock
- Richard Moeller (1890–1945), Lehrer 1912–1933 und Politiker der DDP, 1933 entlassen, 1945 in sowjetischer Haft im NKWD-Lager Neubrandenburg-Fünfeichen gestorben
- Friedrich Drenckhahn (1894–1977), Mathematikdidaktiker, Rektor der PH Kiel und Flensburg

## Bekannte Schüler
- Hermann Friedrich Becker (1766–1852), Forstinspektor in der Rostocker Heide
- Christian Behm (1831–1893), Jurist, Mitglied des Reichstags
- Gustav Wilhelm Berringer (1880–1953), Architekt, schuf das Gebäude am Goetheplatz
- Ludwig Berringer (1851–1913), Bauunternehmer und Hofbaumeister
- Helmuth von Blücher (1805–1862), Chemiker und Pharmazeut
- Gebhard Leberecht von Blücher (1742–1819), preußischer Feldmarschall[1]
- Karl Boldt (1884–1968), Buchdrucker und Verleger
- John Brinckman (1814–1870), niederdeutscher Dichter
- Friedrich Franz Wilhelm Brunswig (1804–1837), Veterinärmediziner
- Albert Clement (1849–1928), Kaufmann und Rostocker Bürgermeister
- Ferdinand Justus Crumbiegel (1800–1882), Syndikus, Senator und Bürgermeister der Hansestadt Rostock
- Johann Gottfried Tobias Crumbiegel (1759–1842), Akziserat und Amtshauptmann von Toitenwinkel
- Ernst Dopp (1858–1929), klassischer Philologe
- Jacob Fabricius (1576–1652), Mediziner, Astronom und Dichter
- Claus Gerloff (1939–2009), Politiker (SPD)
- Adolf Giese (1852–1923), Jurist und Oberkirchenratspräsident in Schwerin
- Otto Heinrich Greve (1908–1968), SPD-Politiker und einer der Väter des Grundgesetzes
- Wilhelm David Habermann (1669–1715), Professor der Medizin an der Universität Rostock
- Adolf Hauer (1928–2017), Jurist, Seerechtler, Fach-Redakteur in Rostock
- Albrecht Kossel (1853–1927), Mediziner, Nobelpreis 1910
- Johannes Krabbe (1839–1901), evangelisch-lutherischer Geistlicher und Autor
- Ludwig Krause (1863–1924), Archivar und Heimatforscher
- Emil Lemcke (1870–1946), Jurist und Oberkirchenratspräsident in Schwerin
- Hans Linck (1863–1945), Jurist und Mitglied des Deutschen Reichstags
- Harry Ludewig (1874–1950), Verwaltungsjurist und Beamter
- Magnus Maßmann (1835–1915), Rechtsanwalt, Bürgermeister der Hansestadt Rostock
- Christian Meier (* 1929), Althistoriker
- Hans Joachim Meyer (1936–2024), Wissenschaftsminister und katholischer Laienfunktionär
- Richard Moeller (1890–1945), Pädagoge, Verwaltungsbeamter und Politiker (DDP)
- Paul Moennich (1855–1943), Physiker, Maler und Fotograf
- Leo Müffelmann (1881–1934), Verbandsfunktionär, Freimaurer
- Johann Jacob Mussäus (1789–1839), evangelisch-lutherischer Geistlicher und Volkskundler
- Eduard Napp (1804–1882), Pädagoge, 1848/49 Mitglied der Mecklenburgischen Abgeordnetenversammlung, ging in die USA ins Exil
- Karl August Nerger (1875–1947), Marineoffizier
- Johann Paschen (1852–1927), Jurist, Bürgermeister der Hansestadt Rostock
- Friedrich Pfenningsdorf (1870–1945), Bürgermeister von Kröpelin, Abgeordneter des Mecklenburgischen Landtags
- Gert Preiser (* 1928), Medizinhistoriker
- Johann Quistorp (der Ältere) (1584–1648), Rostocker Theologe und Universitätsrektor
- Theodor Raspe (1879–1915), Kunsthistoriker, Denkmalpfleger und Museumsdirektor
- Friedrich Reinke (1862–1919), Anatom, Pathologe und Hochschullehrer
- Herbert Samuel (1907–1992), Jurist und Stifter des Max-Samuel-Hauses
- Karl Scheel (1866–1936), Physiker und Stifter des Schulpreises für das beste Physik-Abitur
- Johann Peter Schmidt (1708–1790), Jurist, Hochschullehrer, Rektor der Universität Rostock und Minister
- Peter Schulz (1930–2013), Jurist und Politiker
- Werner Sporleder (1876–1943), Verwaltungsjurist
- Ernst Stiller (1844–1907), Reichstagsmitglied
- Adolph Tackert (1831–1911), Forstwirt
- Friedrich Tiburtius (1784–1836), Pädagoge
- Friedrich Tischbein (1880–1970), Verwaltungsjurist, Ministerialbeamter
- Karl Trotsche (1862–1920), Landwirt und Schriftsteller
- Georg Völkner (1595–1664), Lehrer
- Hans Walsmann (1877–1939), Jurist und Hochschullehrer
- Georg Gerhard Wendt (1921–1987), Humangenetiker und Eugeniker
- Carl Michael Wiechmann (1828–1881), Gutsbesitzer, Landwirt und Heimatforscher
- Helge Bei der Wieden (1934–2012), Historiker und Gymnasiallehrer, Mitgründer des Vereins für mecklenburgische Geschichte und Altertumskunde bei dessen Neugründung
- Adolf Wilbrandt (1837–1911), Schriftsteller
- Conrad Wilbrandt (1832–1921), Landwirt, Mitglied des Deutschen Reichstags
- Friedrich Wischmann (1894–1945), Germanist, Bühnenautor
- Friedrich Carl Witte (1864–1938), Chemiker, Fabrikant und Politiker
- Siegfried Witte (1897–1961), CDU-Politiker
- Richard Wossidlo (1859–1939), Volkskundler
- Hans-Joachim Theil (1909–1985), Dramaturg in Putbus und Rostock
- Joachim Friedrich Zoch (1750–1833), Jurist, Bürgermeister der Hansestadt Rostock